# 27 octobre 1989
Le vendredi 27 octobre 1989 est le 300e jour de l'année 1989.

## Naissances
- Ateyaba, rappeur français
- Barry Maguire, footballeur néerlandais
- Cornel Puchianu, biathlète roumain
- Ding Jinhui, joueur de basket-ball chinois
- Emanuele Fuamatu, athlète samoen
- Hamza Chtobri, footballeur tunisien
- Hervé Lomboto, joueur de football congolais
- Ji Wen Low, coureur cycliste singapourien
- Lucas Domínguez, footballeur chilien
- Marcel Eckardt, arbitre de snooker allemand
- Mark Barron, joueur de football américain
- Matteo Vitaioli, footballeur saint-marinais
- Mia Manganello, cycliste américaine
- Rubén Tejada, joueur de baseball
- Sasha Strunin, chanteuse polonaise d’origine russe
- Shannon Parry, joueuse australienne de rugby à XV et à sept

## Décès
- Alfred Wilson (né le 31 décembre 1903), rameur d'aviron américain
- Benjamin Murmelstein (né le 9 juin 1905), rabbin autrichien
- Kjeld Philip (né le 3 avril 1912), homme politique danois
- Tsutomu Miura (né le 15 février 1911), linguiste japonais

## Événements
- Découverte des astéroïdes : 4868 Knushevia, 5402 Kejosmith, 5477 Holmes et 5738 Billpickering
- Sortie du jeu vidéo : Castlevania: The Adventure
- Sortie de la chanson Free Fallin' de Tom Petty